# Liste bedeutender Chemiker (alphabetisch)
Diese Liste bedeutender Chemiker stellt eine Auswahl von Menschen dar, die am Gebiet der Chemie bedeutende Entdeckungen oder Entwicklungen gemacht haben. Viele Entdecker (beispielsweise am Gebiet der Färberei oder Metallurgie) blieben allerdings unbekannt. Für eine Liste von Alchemisten bzw. frühen Chemikern siehe den Artikel Alchemie.
Diese Liste ist alphabetisch geordnet, mit Geburts- und Todesjahr und ausgewählten Stichworten zum chemischen Wirken (NP = Nobelpreis). Aufgeführt sind zum Beispiel Entdecker chemischer Elemente, die aber auch in den Artikeln zu den einzelnen Elementen aufgeführt sind, und Nobelpreisträger (siehe auch Liste der Nobelpreisträger für Chemie).

## A
- Georgius Agricola, 1490–1555, Schriften über Mineralogie, Bergbau und Verhüttung
- Kurt Alder, 1902–1958, Diensynthese, NP 1950
- Richard Anschütz, 1852–1937, Anthracensynthese
- Johan August Arfwedson, 1792–1841, Entdeckung von Lithium
- Svante Arrhenius, 1859–1927, elektrolytische Dissoziation, Säurebegriff
- Francis William Aston, 1877–1945, Massenspektrometrie, NP 1922
- Carl Auer von Welsbach, 1858–1929, entdeckte Neodym, Praseodym, Ytterbium und Lutetium, industrielle Verwertung der seltenen Erden (Glühstrumpf, „Feuerstein“)
- Amedeo Avogadro, 1776–1856, Avogadros Gasgesetz, Molbegriff

## B
- Leo Hendrik Baekeland, 1863–1944, Erfinder des Bakelit
- Adolf von Baeyer, 1835–1917, Chemische Bindung, Synthese von Farbstoffen
- Carl Josef Bayer, 1847–1904, Bayer-Verfahren zur Aluminiumgewinnung
- Ernst Otto Beckmann, 1853–1923, Umlagerungen, Beckmann-Thermometer
- Friedrich Konrad Beilstein, 1838–1906, gab 1883 das Handbuch der organischen Chemie heraus
- Claude-Louis Berthollet, 1748–1822, Bleichwirkung des Chlors
- Jöns Jacob Berzelius, 1779–1848, Entdeckung von Zirconium, Titan, Silicium, Selen, Thorium, Cer; Formelschreibweise
- Heinrich Biltz, 1865–1943, Nachweis des oxidativen Abbaus von Harnsäure mit unterschiedlichen Oxidationsmitteln
- Wilhelm Biltz, 1877–1943, Kolloidchemie; thermische, kalorische und röngenografische Analysenmethoden
- Joseph Black, 1728–1799, Entdecker des Kohlenstoffdioxids und des Elements Magnesium
- Max Bodenstein, 1871–1942, Begründer der Kinetik
- Johann Friedrich Böttger, 1682–1719, Alchemist, Porzellanherstellung
- Carl Bosch, 1874–1940, technische Ammoniaksynthese, Hochdruckverfahren, NP 1931
- Niels Bohr, 1885–1962, Atommodell
- Ludwig Boltzmann, 1844–1906, Häufigkeitsverteilung der kinetischen Energie
- Robert Boyle, 1627–1692, Mitbegründer des modernen Elementbegriffs
- Hennig Brand, um 1630–1692, Entdeckung des Phosphors
- Georg Brandt, 1694–1768, Entdeckung des Cobalts
- Georg Bredig, 1868–1944, Katalyse
- Johannes Nicolaus Brønsted, Protonen-Theorie (Brønsted-Lowry-Konzept über Säuren und Basen)
- Herbert Charles Brown, 1912–2004, Hydroborierung, Organoborane, NP 1979
- Robert Wilhelm Bunsen, 1811–1899, Bunsenbrenner, Spektralanalyse
- Adolf Butenandt, 1903–1995, Isolierung und Strukturbestimmung der Sexualhormone
- Aleksandr Michajlowitsch Butlerow, 1828–1886, Strukturchemie, Zuckersynthese

## C
- Henry Cavendish, 1731–1810, Entdeckung des Wasserstoffs, Zusammensetzung der Luft
- Emmanuelle Charpentier, * 1968, Genschere, CRISPR/Cas-Methode, NP 2020
- Henry Le Chatelier, 1850–1936, Entdeckung vom Prinzip des kleinsten Zwanges (Prinzip von Le Chatelier)
- James Mason Crafts, 1839–1917, Friedel-Crafts-Reaktion
- Erika Cremer, 1900–1996, Entwicklung der Gaschromatographie
- Francis Crick, 1916–2004, Entdecker der Doppelhelix
- Rudolf Criegee, 1902–1975, Mechanismusaufklärung der Ozonolyse
- Marie Curie, 1867–1934, Entdeckung von Radium und Polonium, NP 1903, NP 1911
- Pierre Curie, 1859–1906, Entdeckung von Radium und Polonium, NP 1903

## D
- John Dalton, 1766–1844, moderne Atomtheorie, erste Tabelle mit relativen Atommassen
- Sir Humphry Davy, 1778–1829, Entdeckung von Natrium, Kalium, Calcium, Strontium, Barium, Magnesium
- Peter Josephus Wilhelmus Debye, 1884–1966, molekulare Dipolmomente
- Demokrit, 460–371 v. Chr., Idee vom atomistischen Aufbau der Materie
- Sir James Dewar, 1842–1923, Tieftemperaturexperimente, Dewar-Isolierflasche
- Otto Diels, 1876–1954, Diensynthese, NP 1950
- Carl Djerassi, 1923–2015, Entwicklung der ersten Antibabypille
- Johann Wolfgang Döbereiner, 1780–1849, Katalyse durch Platin, Triadenregel
- Jennifer A. Doudna, * 1964, Genschere, CRISPR/Cas-Methode, NP 2020

## E
- Manfred Eigen, 1927–2019, Untersuchung extrem schnell ablaufender Reaktionen, NP 1967
- Bernd Eistert, 1902–1978, Kettenverlängerungsreaktion der Carbonsäuren
- Carl Engler, 1842–1925, Indigo-Forschung, Begründer der Erdöl-Chemie, Engler-Viscosimeter
- Emil Erlenmeyer, 1825–1909, Strukturtheorie, Strukturformeln, Erlenmeyerkolben
- Gerhard Ertl, * 1936, Vater der modernen Oberflächenchemie, NP 2007

## F
- Michael Faraday, 1791–1867, Entdeckung von Benzol und Butylen, Faraday-Gesetz (Elektrolyse)
- Emil Fischer, 1852–1919, Chemie und Konstitution der Kohlenhydrate, Fischer-Projektion, Zucker- und Purinsynthese, NP 1902
- Ernst Otto Fischer, 1918–2007, Organometallverbindungen, Sandwichverbindungen, NP 1973
- Hans Fischer, 1881–1945, Hämin und Chlorophyll
- Rudolph Fittig, 1835–1910, Darstellung von Alkylbenzolen
- Edward Frankland, 1825–1899, Diethylzink, Sättigungskapazität der Elemente
- Hermann Frasch, 1851–1914, Frasch-Verfahren zur Schwefelgewinnung
- Joseph von Fraunhofer, 1787–1826, Untersuchung des Sonnenspektrums
- Carl Remigius Fresenius, 1818–1897, Zeitschrift für Analytische Chemie
- Wilhelm Nils Fresenius, 1913–2004, Vater der deutschen analytischen Chemie
- Charles Friedel, 1832–1899, Friedel-Crafts-Reaktion

## G
- Joseph Louis Gay-Lussac, 1778–1850, Pipette, Bürette, Titration; Gasgesetz, Lackmuspapier, Isolierung von Bor
- Johan Gadolin, 1760–1852, seltene Erden, Entdeckung von Yttrium
- Geber (um 721 bis ca. 815), Vater der Chemie
- Johann Rudolph Glauber, etwa 1604–1670, Heilwirkung/technische Herstellung von Glaubersalz
- Charles Goodyear, 1800–1869, Vulkanisation
- Thomas Graham, 1805–1869, Kolloidchemie
- Francois Auguste Victor Grignard, 1871–1935, Magnesiumorganyle, NP 1912

## H
- Fritz Haber, 1868–1934, Ammoniaksynthese, NP 1919, Ehemann von Clara Immerwahr
- Otto Hahn, 1879–1968, Pionier der Radiochemie, Begründer der Kernchemie, Entdecker von Protactinium, Kernisomerie und Kernspaltung des Uranatoms, NP 1944
- Johan Baptista van Helmont, 1580–1644, Arzt und Chemiker
- Walther Hempel, 1851–1916, technische Gasanalyse
- Jaroslav Heyrovský, 1890–1967, Polarografie, NP 1959
- Dorothy Crowfoot Hodgkin, 1910–1994, Röntgenstrukturanalyse, NP 1964
- Albert Hofmann, 1906–2008, Entdecker des LSDs
- August W. von Hofmann, 1818–1892, Hofmann-Regel für Eliminierung
- Erich Hückel, 1896–1980, Hückel-Regel

## I
- Sir Christopher Kelk Ingold, 1893–1970, Nomenklatur: R/S-Benennung von Enantiomeren

## J
- Barend Coenraad Petrus Jansen, 1884–1962, Erstmalige isolierung des Vitamins B1
- Irène Joliot-Curie, 1897–1956, Entdeckung der künstlichen Radioaktivität, NP 1935

## K
- Paul Karrer, 1889–1971, Karotinoide, Flavine und Vitamine A und B2; NP 1937
- August Friedrich Kekulé von Stradonitz, 1829–1896, Benzolstruktur, Darstellung von Bindungen als Striche
- Gustav Robert Kirchhoff, 1824–1887, Spektralanalyse, Entdeckung von Caesium und Rubidium
- Johan Kjeldahl, 1849–1900, Entwicklung einer Methode zur Bestimmung von Proteinen
- Martin Heinrich Klaproth, 1743–1817, Entdeckung von Cer, Uran und Zirconium als Zirconiumdioxid
- Wolfgang Kläui, 28. April 1945 in Zürich, Erforschung und Erklärung der nach ihm benannten Kläui-Tripod-Liganden
- Hermann Kolbe, 1818–1884, Synthese der Essigsäure aus anorganischen Substanzen
- Joseph König, 1843–1930, Begründer der deutschen Lebensmittelchemie
- Emil Knoevenagel, 1865–1921, Synthesen von Cyclohexan-, Benzol- und Pyridinderivaten aus Diketonen
- Walter Kossel, 1888–1956, Theorie der ionischen Bindung (Oktettregel)
- Wilhelm Justin Kroll, 1889–1973, technische Titanherstellung

## L
- Leukipp, im 5. Jahrhundert v. Chr., Idee vom atomistischen Aufbau der Materie
- Hans Heinrich Landolt, 1831–1910, Lumineszenz von Gasen, Physikalische Chemie, Atomgewicht
- Irving Langmuir, 1881–1957, Langmuir-Fackel, Wolfram-Glühlampe, NP 1932
- Auguste Laurent, 1807–1853, Synthese organischer Chemikalien, Anthracen, Kerntheorie
- Antoine Laurent de Lavoisier, 1743–1794, Deutung der Verbrennung als Sauerstoffaufnahme
- Nicolas Leblanc, 1742–1806, Sodaherstellung
- Georges Leclanché, 1839–1882, Zink-Braunstein-Zelle = Leclanché-Element (Batterie)
- Paul Émile Lecoq de Boisbaudran, 1838–1912, Entdeckung von Gallium, Samarium, Dysprosium
- Rudolf Leuckart, 1854–1889, Leuckart-Wallach-Reaktion
- Gilbert Newton Lewis, 1875–1946, Theorie der kovalenten Bindung (Oktettregel)
- Willard Frank Libby, 1906–1980, Radiokohlenstoffdatierung, NP 1960
- Andreas Libavius, 1555–1616, Mitbegründer der modernen Chemie, Kationentrenngang
- Justus Liebig, 1803–1873, Elementaranalyse, Mineraldünger, Chloroform, Backpulver, Fleischextrakt, Silberspiegelreaktion
- Johann Josef Loschmidt, 1821–1895, Loschmidt-Konstante, Benzol-Struktur, Zusammensetzung des Ozons
- Georg Lunge, 1839–1923, Lunges Reagenz, Technische Chemie, Analytische Chemie

## M
- Maria die Jüdin, zwischen dem 1. und 3. Jahrhundert, Begründerin der Alchemie, Erfinderin des Aschenbades
- Albertus Magnus, um 1200–1280, 'De Rebus Metallicis et de Mineralibus'
- Carl Mannich, 1877–1947, Erfinder der Mannich-Reaktion
- Wladimir Wassiljewitsch Markownikow, 1838–1904, Regioselektivität bei der Addition
- Lise Meitner, 1878–1968, Protactinium, erste physikalische Deutung der Kernspaltung zusammen mit Otto Robert Frisch
- Dmitri Iwanowitsch Mendelejew, 1834–1907, erstes Periodensystem
- John Mercer, 1791–1866, Entdecker der Merzerisation
- Robert Bruce Merrifield, 1921–2006, Festphasensynthese
- Lothar Meyer, 1830–1895, Periodensystem der Elemente
- Victor Meyer, 1848–1897, Molmassebestimmung
- Eilhard Mitscherlich, 1794–1863, Summenformel des Benzols
- Ferdinand Frédéric Henri Moissan, 1852–1907, Element Fluor, Moissan-Ofen, NP 1906
- Carl Gustav Mosander, 1797–1858, seltene Erden, Erbium, Lanthan, Terbium
- Henry Moseley, 1887–1915, Methode zur eindeutigen Bestimmung der Ordnungszahl eines Elements
- Richard Müller, 1903–1999, Müller-Rochow-Synthese von Silanen

## N
- Giulio Natta, 1903–1979, katalytische Polymerisation, NP 1963
- Walther Nernst, 1864–1941, Elektrochemie und Thermodynamik, NP 1920
- Alfred Nobel, 1833–1896, Dynamit, Nobelpreisstiftung

## O
- George A. Olah, 1927–2017, Carbokationen, NP 1994
- Wilhelm Ostwald, 1853–1932, Salpetersäureherstellung, Gleichgewichte, Reaktionsraten, NP 1909

## P
- Paracelsus, 1493–1541, Chemikalien als Medizin (Iatrochemie)
- Robert Ghormley Parr, 1921–2017, Molekularorbitalberechnungen
- James Riddik Partington, 1886–1965, Chemiehistoriker
- Louis Pasteur, 1822–1895, erste Racematspaltung
- Linus Carl Pauling, 1901–1994, chemische Bindung, Hybridorbitale
- William Henry Perkin, 1838–1907, erste Farbstoffsynthese, erste Farbstoff-Fabrik
- Amé Pictet, 1857–1937, Synthese von Phenanthridin (1889), Nikotin (1895), Laudanosin und Papaverin (1909), Saccharose (1928 gemeinsam mit H. Vogel)
- John Anthony Pople, 1925–2004, Molekularorbitalberechnungen, Ab-inition-Berechnungsmethoden, Gaussian-Programm
- Fritz Pregl, 1869–1930, Mikroanalyse organischer Substanzen, NP 1923
- Vladimir Prelog, 1906–1998, Stereochemie von organischen Molekülen,  NP 1975
- Joseph Priestley, 1733–1804, Sauerstoffentdeckung

## R
- Sir William Ramsay, 1852–1916, Entdeckung von Helium, Neon, Krypton, Xenon, Argon
- Sir Henry Enfield Roscoe, 1833–1915, Entdeckung von Vanadium
- Friedlieb Ferdinand Runge, 1795–1867, Papierchromatographie; Anilin, Koffein
- Leopold Ružička, 1887–1976, Synthese von Aromastoffen, NP 1939
- Daniel Rutherford, 1749–1819, Entdecker des Stickstoffs
- Sir Ernest Rutherford, 1871–1937, Atommodell, NP 1908

## S
- Carl Wilhelm Scheele, 1742–1786, Untersuchung der Verbrennung, Entdeckung des Sauerstoffs, Chlor, Molybdän, Wolfram
- Helmuth Scheibler (1882–1966), Pionier auf dem Gebiet der Carbene
- Hugo Schiff, 1834–1915, Schiffsche Probe, Biuretreaktion
- Ernst Schmidt, 1845–1921, 1888 Entdeckung des Scopolamins, 1917 Synthese des Ephedrins
- Christian Friedrich Schönbein, 1799–1868, Ozon, Schießbaumwolle
- Roland Scholl, 1865–1945, Küpenfarbstoffe, Polyaromatische Kohlenwasserstoffe
- Carl Schorlemmer, 1834–1892, Grundlagen der organischen Chemie
- Josef Schormüller, 1903–1974, Lebensmittelchemiker, Herausgeber des Handbuchs der Lebensmittelchemie
- Gerhard Schrader, 1903–1990, organische Phosphorsäureester, Insektizide wie Parathion, chemische Kampfstoffe wie Tabun und Sarin
- Ernst Schulze, 1840–1912, Entdecker der Aminosäuren Alanin, Glutamin und Phenylalanin und einer der Wegbereiter für den Wissenschaftszweig der Biochemie
- Glenn T. Seaborg, 1912–1999, Plutonium und andere Transurane
- Nils Gabriel Sefström, 1787–1845, Entdeckung von Vanadium
- Frederick Soddy, 1877–1956, Isotopie
- Ernest Solvay, 1838–1922, Solvay-Verfahren
- Søren Peter Lauritz Sørensen, 1868–1939, pH-Begriff
- Georg Ernst Stahl 1659–1734, Begründer der Phlogiston-Theorie
- Jean Servais Stas, 1813–1891, Atomgewicht von Kohlenstoff
- Hermann Staudinger, 1881–1965, Polymere
- Alfred Stock, 1876–1946, Borhydride, Silane
- Gilbert Stork, 1921–2017, Totalsynthese von Chinin
- Fritz Straßmann, 1902–1980, Kernspaltung, zusammen mit Otto Hahn,  Lise Meitner und Otto Frisch
- Adolph Strecker, 1822–1871, Strecker-Synthese
- Theodor Svedberg, 1884–1971, Kolloidchemie, NP 1926
- Joseph Wilson Swan, 1828–1914, Kunstfaserherstellung: Nitrozellulose wird durch eine Spinndüse gepresst, Fotografie: Trockenmethode durch Bromidpapier

## T
- Ida Eva Tacke, 1896–1978, Entdeckung des Rheniums
- Smithson Tennant, 1761–1815, Entdeckung des Osmium, Iridium
- Morris William Travers, 1872–1961, Entdeckung von Neon, Krypton, Xenon
- Edward Turner, 1798–1837, verbreitete die Idee, dass Atomgewichte keine Vielfachen des Wasserstoff-Atomgewichts seien
- Julius Tafel, 1862–1918, entwickelte die nach ihm benannte Tafel-Gleichung der elektrochemischen Kinetik

## U
- Ivar Ugi, 1930–2005, Multikomponentenreaktionen, Kombinatorische Chemie
- Georges Urbain, 1872–1938, Entdeckung von Ytterbium und Lutetium
- Harold C. Urey (1893–1981), Isotopenchemie, Entstehung Leben, Nobelpreis

## V
- Jacobus Henricus van ’t Hoff, 1852–1911, Chiralität des Kohlenstoffatoms, Druck- und Temperaturabhängigkeiten von Reaktionen, NP
- Louis-Nicolas Vauquelin, 1763–1829, Chrom, Beryllium, Osmium, Asparagin
- Arnaldus de Villanova, 1235–1311, Erfinder der Vin Doux Naturel, Lackmus als Indikator, Mazeration

## W
- Peter Waage, 1833–1900, Massenwirkungsgesetz
- Johannes Diderik van der Waals, 1837–1923, Gasgleichung, Van-der-Waals-Kräfte
- Otto Wallach, 1847–1931, Terpene
- Heinrich Otto Wieland, 1877–1957, „Nobelpreis für die Forschung im Gebiet der Gallensäure“
- Ulrich Wannagat, 1923–2003, Siliciumorganische Chemie
- Adolf Windaus, 1876–1959, Sterine, Vitamine
- Clemens Alexander Winkler, 1838–1904, Entdeckung von Germanium
- Georg Wittig, 1897–1987, Olefinsynthese mit Phosphoryliden, NP 1979
- Friedrich Wöhler, 1800–1882, Beginn der synthetischen organischen Chemie mit der Harnstoffsynthese
- William Hyde Wollaston, 1766–1828, Entdeckung von Palladium und Rhodium, räumliche Atomanordnung, Cystein
- Robert B. Woodward, 1917–1979, organische Synthese: Cholesterin, Strychnin, Chlorophyll, Vitamin B12, Prévost-Woodward-Hydroxylierung
- Charles Adolphe Wurtz, 1817–1884, Wurtz-Fittig-Synthese, Synthese von Ethylamin, Entdeckung des Glycol und Phosphoroxychlorid

## Z
- Helmut Zahn,  1916–2004, Proteinchemie, erste Synthese von Insulin
- Karl Ziegler, 1898–1973, katalytische Polymerisation, Metallalkyle
- Richard Adolf Zsigmondy, 1865–1929, Kolloidchemie, NP 1925